# Martin Smith
Martin Smith (Glasgow, 26 giugno 1957 – 5 novembre 1994) è stato un attore e cantante inglese.
Ha recitato in ruoli da protagonisti in numerosi musical del West End, tra cui Evita, Les Misérables, The Phantom of the Opera e City of Angels. Per la sua interpretazione in A Swell Party ha ricevuto una candidatura al Laurence Olivier Award alla miglior performance in un ruolo non protagonista in un musical nel 1992.
È morto per complicazioni legati all'AIDS a 37 anni. In suo onore è stato tenuto un concerto al Prince Edward Theatre di Londra, a cui hanno partecipato importanti nomi del teatro del West End, tra cui Michael Ball, John Barrowman, Sally Ann Howes, Ruthie Henshall, Marti Webb, Tracie Bennett, e Millicent Martin.